# Liste der Stadttore der Stadt St. Gallen
Die Stadt St. Gallen wurde im Mittelalter durch eine Stadtmauer geschützt. Seit der Stadterweiterung um die Irer Vorstadt, die auch St. Mangen heisst, gab es zunächst sechs grosse Tore in der Mauer der Stadt, mit dem Karlstor kam später ein Siebtes, speziell für den Fürstabt, hinzu. Dazu gab es mindestens ein kleineres Tor in der Mauer und zwei Tore innerhalb der Stadtmauern.

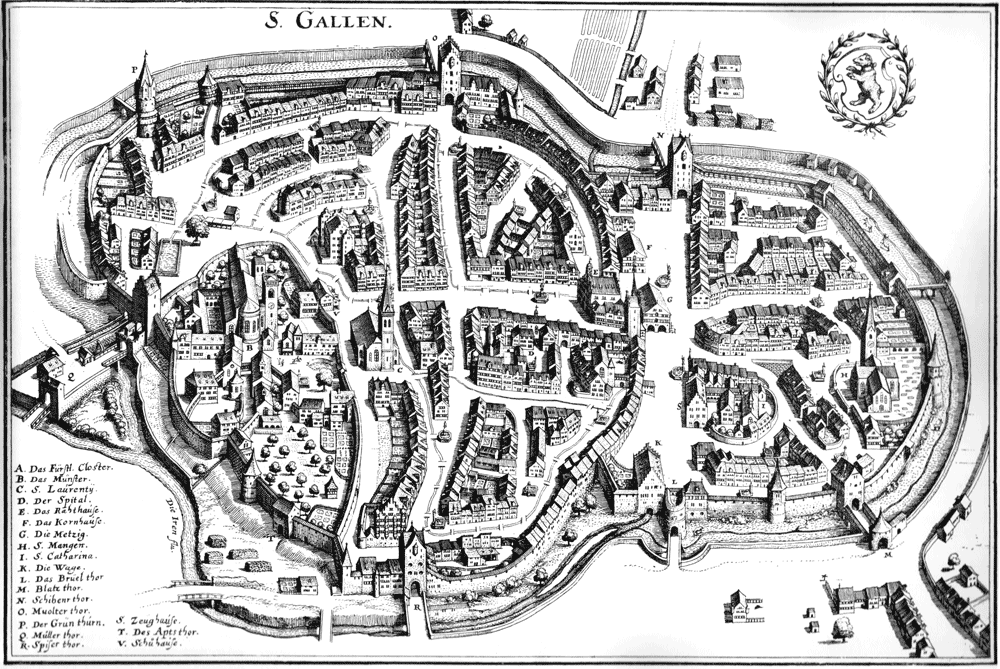
St. Gallen 1642 mit den 10 Stadttoren

Von Süden (im Bild links) im Uhrzeigersinn:
| Planposition       | Name                   | Baujahr                                            | Abbruchjahr | Bemerkungen |
| ------------------ | ---------------------- | -------------------------------------------------- | ----------- | --- |
| Q                  | Müllertor              | um 1368                                            | 1836        | Südlichstes Tor der Stadt, führte über die Steinach in die Mülenenschlucht hinüber, wo die Mühlen der Stadt standen |
| P                  | Gallustor              | Unbekannt                                          | 1368        | Nach dem Stadtbrand von 1368 als „Grüner Turm“ ohne Tor wieder aufgebaut. Dieser wurde 1836 abgebrochen |
| O                  | Multertor              | Unbekannt, spätestens erste Hälfte 16. Jahrhundert | 1839        | Massives, von Häusern flankiertes Tor mit aussenseitigem Zwinger und bis 1776 auch einer Zugbrücke |
| N                  | Schibenertor           | nach 1418                                          | 1837        | Stattlicher Torturm mit Zwinger, erbaut bei der Stadterweiterung im 15. Jahrhundert. Wichtigster Verkehrsweg nach Westen |
| Brücke ganz rechts | Metzgertörli           | Anfang 15. Jh.                                     | 1834        | Über dieses Tor ist relativ wenig bekannt. Es befand sich an der Verlängerung der heutigen Metzgergasse bei St. Mangen. Am Ende des 15. Jahrhunderts wird von einem Ausbau berichtet und die späteren Stadtansichten zeigen hier ein stattliches Tor, an dem der Wehrgang vorbeiführt. |
| M                  | Platztor               | nach 1418                                          | 1867        | Nach dem Stadtbrand von 1418 erbaut, fortan bis zum Strassenbau durch Abt Beda Angehrn wichtigster östlicher Zugang in die Stadt |
| L                  | Brühltor               | nach 1418                                          | 1836        | Ebenfalls nach dem Stadtbrand von 1418 errichtet. Das Tor hat nach dem Bau der Strasse nach Rorschach in den 1770er-Jahren für den Warenverkehr wichtig |
| R                  | Spisertor              | unbekannt, erstmals erwähnt 1319                   | 1879        | Sehr bedeutendes Tor vor der Stadterweiterung im 15. Jahrhundert, zumindest zeitweise mit einem Zwinger versehen. Diente lange als Kaserne. |
| T                  | Karlstor, auch Abtstor | 1569–1570                                          | (bestehend) | Nach dem Vertrag von Wil von Abt Otmar Kunz als eigenen Ausgang aus der Stadt errichtet, als einziges Tor noch heute bestehend. |
| bei G              | Irertor auch Stadttor  | erstmals erwähnt 1378                              | 1865        | Ursprünglich als nördliche Begrenzung der Stadt gedacht, stand das Tor nach der Stadterweiterung von 1418 mitten in der Stadt. Es wurde trotzdem, wohl aus Sicherheitüberlegungen heraus, mehrfach neu aufgebaut und erweitert.                                                        |
| bei C              | Hoftor                 | 1566                                               | 1840/41     | Das Hoftor wurde gemäss dem Wiler Vertrag in die neu errichtete Scheidemauer zwischen Stadt und Kloster eingebaut. Es hatte zwei paar Torflügel. Der Bürgermeister besass den Schlüssel für das äussere Tor, der Abt den für das Innere.                                               |